# جوشوا همفريز
جوشوا همفريز (بالإنجليزية: Joshua Humphreys)‏ هو مهندس أمريكي، ولد في 17 يونيو 1751 في Havertown, Pennsylvania ‏ في الولايات المتحدة، وتوفي في 12 يناير 1838 في Haverford, Pennsylvania ‏ في الولايات المتحدة.

## وصلات خارجية
- جوشوا همفريز على موقع الموسوعة البريطانية (الإنجليزية)